# Andrés Andrade Cedeño
Andrés Alberto Andrade Cedeño (Panama, 16 ottobre 1998) è un calciatore panamense, difensore del LASK e della nazionale panamense.

## Caratteristiche tecniche
È un terzino sinistro.